# 다쓰미가오카역
다쓰미가오카역(일본어: 巽ヶ丘駅)은 일본 아이치현 지타시에 위치한 나고야 철도 고와선의 철도역이다. 역 번호는 KC 05이며, 상대식 승강장 2면 2선의 구조를 갖춘 지상역이다.

## 타는 곳
| 1 | ■ 고와선 | 하행 | 지타한다 · 고와 · 우쓰미 방면 |
| 2 | ■ 고와선 | 상행 | 오타가와 · 나고야 방면        |

## 이용 현황
| 연도 | 1일 평균 승차 인원 |
| ---- | ------------------ |
| 2008 | 7,061              |
| 2009 | 6,744              |
| 2010 | 6,655              |
| 2011 | 6,601              |
| 2012 | 6,622              |
| 2013 | 6,740              |
| 2014 | 6,500              |
| 2015 | 6,635              |
| 2016 | 6,500              |

## 역 주변
- 역 주변은 지타 버스, 지타 커뮤니티 버스의 정류장이 위치함.

## 인접 역
| 나고야 철도 고와선               | 나고야 철도 고와선              | 나고야 철도 고와선       |
| -------------------------------- | ------------------------------- | ------------------------ |
| KC 03 미나미카기야 오타가와 방면 | ■ 특급                          | 아구이 KC 08 고와 방면   |
| KC 03 미나미카기야 오타가와 방면 | □ 쾌속 급행 · ■ 급행 · ■ 준특급 | 아구이 KC 08 고와 방면   |
| KC 04 야와타신덴 오타가와 방면   | ■ 보통                          | 시라사와 KC 06 고와 방면 |